# Basidiobolus
Genre
Basidiobolus est un genre de champignons zygomycètes de la famille des Basidiobolaceae.

## Liste d'espèces
Selon Index Fungorum (20 juin 2020) :
- Basidiobolus hominis Casagrandi 1931
- Basidiobolus lacertae Eidam 1886
- Basidiobolus magnus Drechsler 1964
- Basidiobolus microsporus R.K. Benj. 1962
- Basidiobolus myxophilus R.E. Fr. 1899
- Basidiobolus philippinensis Josue & Quimio 1976
- Basidiobolus ranarum Eidam 1886